# آگیوس (یونان)
آگیوس (به لاتین: Agios Minas) یک منطقهٔ مسکونی در یونان است.